# Loudwire
Loudwire — американський онлайн-журнал, який висвітлює новини хард-року та хеві-металу. 
Журнал належить медіакомпанії Townsquare Media. З моменту запуску в серпні 2011 року Loudwire випускав ексклюзивні інтерв'ю з такими відомими виконавцями, як Slipknot, Оззі Осборн, Metallica, Judas Priest, Guns N' Roses, Megadeth, Iron Maiden, Kiss, Mötley Crüe, Suicidal Tendencies та багатьма іншими. Loudwire також представляв ексклюзивний новий матеріал від гуртів Judas Priest, Anthrax, Jane's Addiction, Stone Sour, Філа Ансельмо та інших відомих виконавців року та металу.
На рок-радіостанціях США транслюються програми Townsquare Loudwire Nights і Loudwire Weekend. Також на Loudwire виходить вебсеріал «Вікіпедія: факт чи вигадка?». Журнал організовує щорічну церемонію нагородження Loudwire Music Awards . Перша церемонія та концерт, який проводив Кріс Джеріко, відбулися 24 жовтня 2017 року в лос-анджелеському клубі The Novo. Нагороди присуджуються на основі голосів читачів сайту.